# Neocatólico
Neocatólicos, o abreviadamente neos es el nombre que se dio peyorativamente a un movimiento político e ideológico de la España de mediados y finales del siglo XIX, partidario de la confesionalidad y de la unidad católica, pero superador de la identificación del clero con el carlismo, y que pretendía intervenir activamente en la vida política del régimen liberal, con mayor o menor proximidad o alejamiento del Partido Moderado o del tradicionalismo según la coyuntura política; y una cierta proximidad ideológica con pensadores franceses (los más contemporizadores con el denominado liberalismo doctrinario —Guizot, Royer-Collard— y los más ultramontanos con los legitimistas franceses y los pensadores propiamente católicos —Chateaubriand y Lamennais—) o el conservadurismo británico (haciendo abstracción de la condición religiosa anglicana de estos). Para sus adversarios eran claramente reaccionarios, aplicándoles el epíteto despectivo  carcundas o carcas (de origen portugués) o el apócope neos.

## Historia
En 1844 fundaron, por inspiración de Balmes, el Partido Monárquico Nacional. Alcanzaron influencia en la corte de Isabel II (dependiente espiritualmente de los consejos de San Antonio María Claret y Sor Patrocinio la monja de las llagas —Valle Inclán la denominó La corte de los milagros—) y durante los periodos moderados algunos de ellos fueron ministros, como el marqués de Viluma, Cándido Nocedal o González Bravo, a pesar de que no llegaron a dominar en el gobierno, alternante entre liberales moderados y progresistas. 
Manuel del Palacio y Luis Rivera llaman despectivamente neos en 1861 a José María de Canga-Argüelles y Villalba de La Regeneración; a Francisco Navarro Villoslada, de El Pensamiento Español; y a Gabino Tejado, asociado a El Padre Cobos y a El Pensamiento. Algunos añaden a estos periódicos el carlista La Esperanza de Madrid. Por entonces había dos corrientes fusionadas en este grupo, los donosianos, partidarios de Donoso Cortés, y los nocedalinos, de Cándido Nocedal.
El grupo neocatólico liderado por Cándido Nocedal nació en 1860 (el término «neos» o «neocatólicos» les fue asignado por sus adversarios con carácter despectivo en cuanto que los acusaban de ser una mezcla de carlismo y de ultramontanismo: de hecho algunos neocatólicos acabarán integrándose en las filas carlistas). Su objetivo prioritario era la defensa de los intereses de la Iglesia Católica, con la que la Monarquía de Isabel II acababa de alcanzar un acuerdo, y de la unidad católica. Cuando estalla la cuestión romana y el gobierno español reconoce en 1861 al reino de Italia los «neos» se ponen de parte del Papado, adoptando una posición ardientemente ultramontana. Además apoyarán entusiasmados la condena por Pío IX de los «errores» del liberalismo (Syllabus). Tras el triunfo de la Revolución Gloriosa de 1868 que pone fin al reinado de Isabel II, los «neocatólicos» se acercarán a los carlistas, coincidiendo los dos movimientos en su oposición radical a la secularización de la sociedad. La prensa neocatólica defenderá en sus páginas los derechos al trono español del pretendiente carlista Carlos de Borbón y Austria-Este (Carlos VII).
Como ejemplos de una literatura acorde con los principios antiliberales del neocatolicismo, se suele citar las obras de Cecilia Bohl de Faber "Fernán Caballero" (La familia de Alvareda, 1849), del cardenal Nicholas Wiseman (Fabiola, 1858) y de Gabino Tejado (La mujer fuerte, 1859); especialmente se temía la libertad lectora de las mujeres, cuyos arquetipos literarios entonces se movían entre la Eva pecadora y tentadora y la María casta y ejemplar, con una intermedia María Magdalena. 
Tras la restauración de la Monarquía borbónica en 1875 surgió un nuevo grupo tradicionalista (desligado del carlismo), la Unión Católica de Alejandro Pidal. Por su parte los neocatólicos abandonaron las filas carlistas, a las que se habían sumado durante el Sexenio Revolucionario (formando la Comunión Católico-Monárquica que obtuvo representación parlamentaria, aunque minoritaria), en cuanto el pretendiente Carlos VII inició un acercamiento al liberalismo moderado. Así el neocatolicismo se transformó en integrismo y en 1888 nació el Partido Integrista. Este defendía la subordinación total al magisterio de la Iglesia, tanto en el ámbito político como en el social, y solo reconocía como soberano a Cristo-Rey. En consecuencia se oponía radicalmente a la libertad de culto y a la libertad de pensamiento («libertades de perdición con que los imitadores de Lucifer perturban, corrompen y destruyen a las naciones») y solo estaban dispuestos a obedecer las leyes sustentadas en la doctrina católica, «concebida como una revelación, una verdad absoluta que ni la Iglesia puede cambiar». En el Manifiesto Integrista Tradicionalista hecho público en 1889 adoptaron una actitud intolerante frente a los que no estuvieran dispuestos a aceptar su «verdad»: «toda libertad nos parece poca para la verdad y para el bien; toda represión nos pequeña para el error y el mal». Además de en el Syllabus papal, los integristas se inspiraron en el opúsculo El liberalismo es pecado de Félix Sardá y Salvany y en el libro Restauración. Apuntes para una obra en el que su autor, Antonio Aparisi Guijarro, idealizaba la sociedad estamental. También fueron muy influidos por los escritos de Marcelino Menéndez Pelayo y, sobre todo, por los de Juan Vázquez de Mella. Este último en 1890 en un discurso en las Cortes se definió como «intransigente e intolerante» en la defensa de «los principios de la Iglesia».
Por su parte la Unión Católica alcanzó una importante influencia en los gobiernos de Cánovas del Castillo, como se demostró por ejemplo en la denominada cuestión universitaria, enfrentándose ideológicamente a los krausistas de la Institución Libre de Enseñanza, que fueron expulsados de la Universidad.
Pueden considerarse integrantes del movimiento neocatólico, en diferentes épocas y con diferentes planteamientos, personajes como Alejandro Pidal y Mon, José María Quadrado, Manuel Cañete, Vicente de la Fuente y Bueno, Manuel Pérez Villamil, Aureliano Fernández Guerra, José Selgas Carrasco, Damián Isern y Marcó, Manuel de la Pezuela y Ceballos (Marqués de Villuma), Jaime Balmes, Donoso Cortés, Vázquez de Mella, Antonio Aparisi, Cándido Nocedal, Gumersindo Laverde, Juan Manuel Orti y Lara y Marcelino Menéndez y Pelayo.

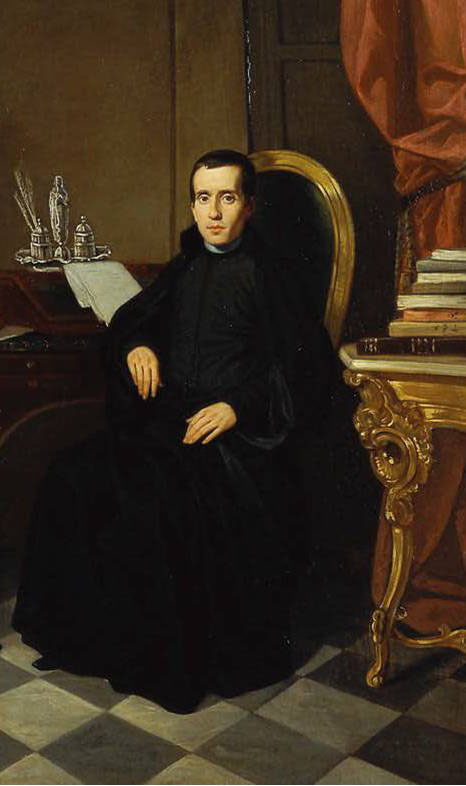
Balmes.
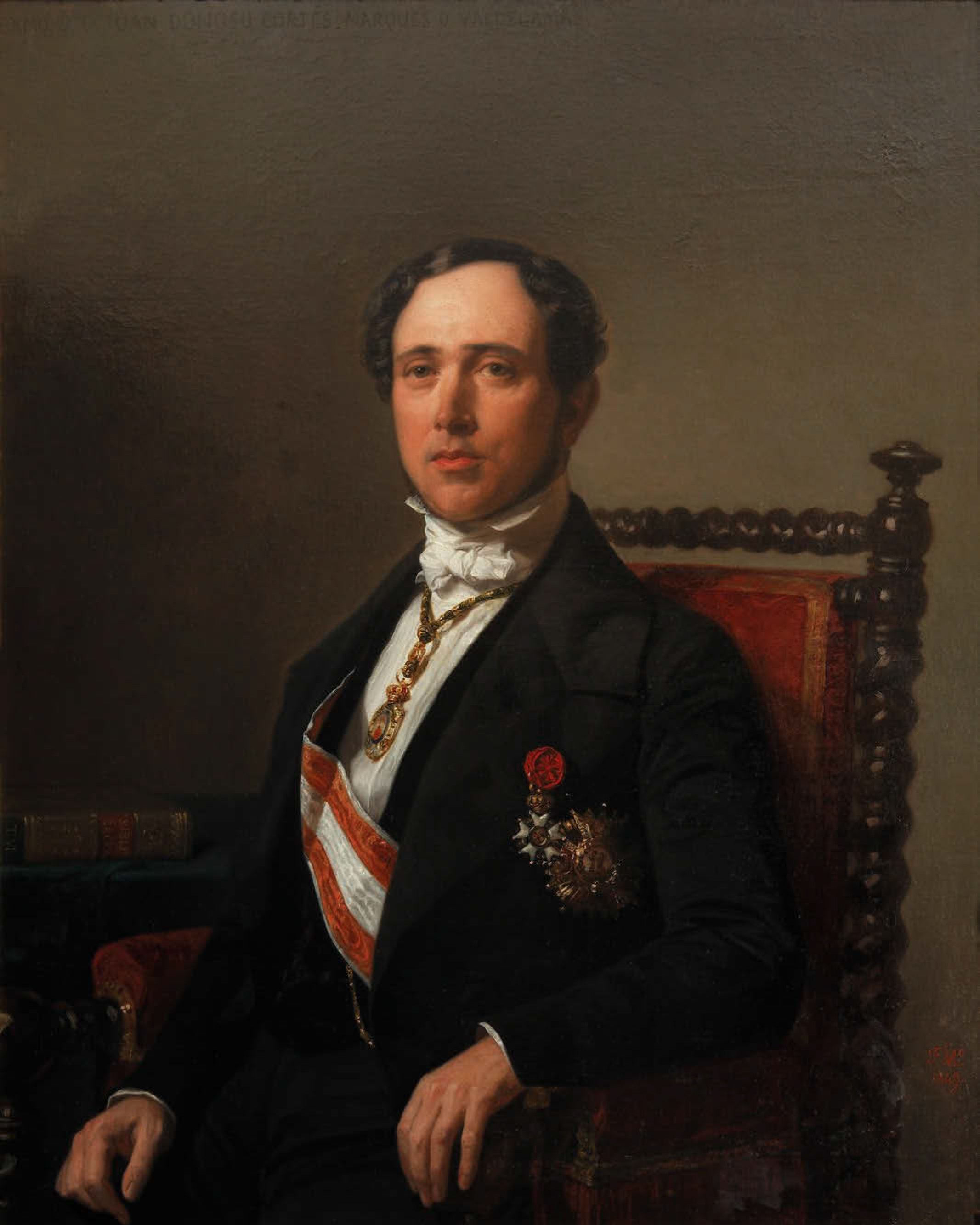
Donoso Cortés.
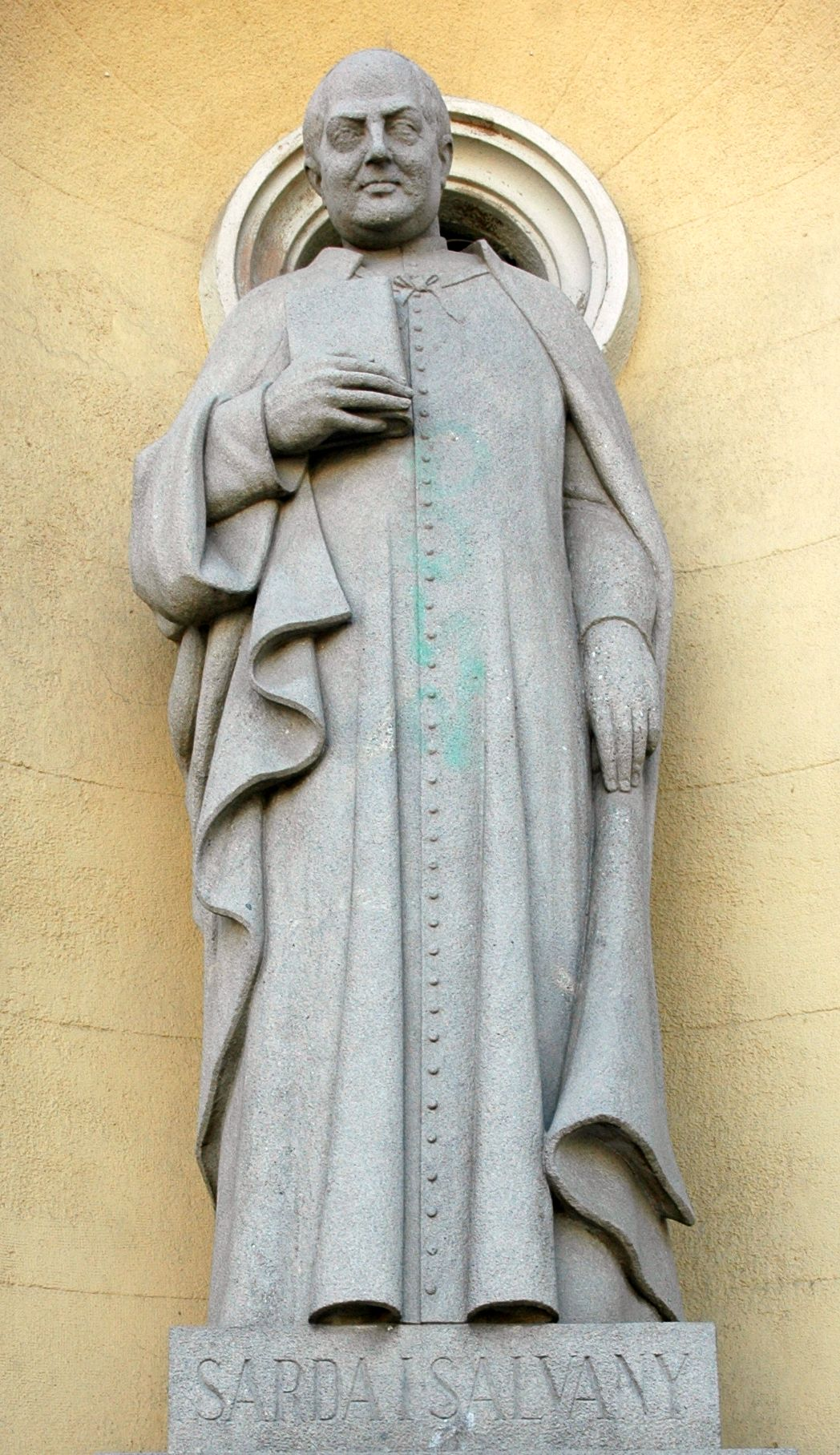
Sardá y Salvany.

## Movimientos políticos y sociales continuadores de los neocatólicos en la primera mitad delsigloXX
Ya en el siglo XX, la influencia de nuevas experiencias del catolicismo político europeo como la del Partito Popolare Italiano (a su vez influido por el Zentrum alemán), hizo surgir nuevos movimientos políticos católicos en España, como el Grupo de la Democracia Cristiana y el Partido Social Popular (desde 1922 hasta la Dictadura de Primo de Rivera, durante la que se integró en la Unión Patriótica) y posteriormente Acción Popular y otros grupos de inspiración católica que se integraron en la CEDA durante la Segunda República Española (además de los tradicionalistas, como la Comunión Tradicionalista y Renovación Española). La política claramente anticlerical de los gobiernos republicanos del primer bienio (incluyendo la redacción de la Constitución), y la violencia anticlerical (quema de conventos de 1931, persecución religiosa durante la guerra civil española) orientó decididamente a los católicos a apoyar la sublevación militar de 1936 y el posterior régimen de Franco, definido como un salvador providencial, y a la propia guerra civil española como una Cruzada de Liberación Nacional. Desde 1937, y durante todo el franquismo, los movimientos políticos y sociales provenientes del mundo católico estaban obligados a su integración dentro del Movimiento Nacional, mecanismo totalitario de integración de todas las fuerzas afines al régimen que se planteaba como único vehículo de participación en la vida pública; pero mantuvieron su identidad diferenciada, considerándose informalmente como la denominada familia católica dentro de las familias del franquismo. Su influencia se concentró sobre todo en la política educativa y el mantenimiento de la moralidad pública, dentro de lo que se denominó el nacionalcatolicismo.
En cuanto al sindicalismo católico que se intentó crear a partir de lo previsto en la Doctrina social de la Iglesia desde finales del siglo XIX, no tuvo gran implantación en España, a excepción de instituciones locales en zonas rurales, especialmente en la Meseta Norte y Valle del Ebro (Confederación Obrera Nacional Católico Agraria, Círculo Católico en distintas provincias, como el de Burgos). Mucha más influencia alcanzaron la Acción Católica, los medios de comunicación católicos (como El Debate y el Diario Ya), y la Asociación Católica Nacional de Propagandistas (Ángel Herrera Oria). Más adelante adquirió un gran protagonismo el Opus Dei, cuyos miembros ocuparon puestos claves en el gobierno (a partir de 1959, tecnócratas, Plan de Estabilización de 1959) y en instituciones financieras (Banco Popular Español).
Posteriormente se produjeron diferentes intentos de formación de una democracia cristiana homologable a la de Alemania o Italia (Internacional Demócrata Cristiana).